# Nigeria i olympiska vinterspelen 2018
Nigeria deltog i de olympiska vinterspelen 2018 i Pyeongchang, Sydkorea, med en trupp på tre atleter (tre kvinnor) fördelat på två sporter.
Vid invigningsceremonin bars Nigerias flagga av bobåkaren Ngozi Onwimere.